# Pimelodina flavipinnis
Pimelodina flavipinnis är en fiskart som beskrevs av Steindachner, 1876. Pimelodina flavipinnis ingår i släktet Pimelodina och familjen Pimelodidae. Inga underarter finns listade i Catalogue of Life.